# The Carnegie Hall Concert (Alice-Coltrane-Album)
The Carnegie Hall Concert ist ein Jazzalbum von Alice Coltrane. Die am 21. Februar 1971 in der New Yorker Carnegie Hall entstandenen und bislang unveröffentlichten Live-Aufnahmen erschienen am 22. März 2024 auf Impulse! Records.

## Hintergrund
1971 trat Alice Coltrane (1937–2007) mit einer eigens zusammengestellten Band in der New Yorker Carnegie Hall auf; mit der Pianistin und Harfenistin spielten Pharoah Sanders und Archie Shepp an den Saxophonen, Jimmy Garrison und Cecil McBee an den Bässen, Ed Blackwell und Clifford Jarvis am Schlagzeug sowie (auf einem Teil der Titel) Kumar Kramer am Harmonium und Tulsi Reynolds an der Tambura. Das Konzert war ein Benefizkonzert für das Integral Yoga Institute und beinhaltete auch Auftritte von Laura Nyro und The Rascals; Nyro und der Bandleader der Rascals, Felix Cavalieri, waren ebenso wie Alice Coltrane Anhänger des Gründers des Instituts, Swami Satchidananda.
Coltrane und ihre Gruppe spielten an diesem Abend vier Stücke mit insgesamt 80 Minuten Musik. Das Impulse-Label hatte den Auftritt aufgezeichnet, der mit 15-minütigen Versionen von zwei Melodien aus Coltranes damals erschienenen Album Journey in Satchidananda begann: dem Titelstück und „Shiva-Loka“. Es folgen „Africa“ und schließlich ein knapp 22-minütiges „Leo“. „Shiva-Loka“ wurde auch als digitale Single veröffentlicht.
Der Titel „Africa“ wurde bereits 2018 auf dem Tonträger Carnegie Hall ’71 vom Label Hi Hat (als einziger Track) veröffentlicht.

## Titelliste
- Alice Coltrane: The Carnegie Hall Concert[2]

1. Journey in Satchidananda – 15:02
2. Shiva-Loka – 14:40
3. Africa (John Coltrane) – 28:09
4. Leo  (John Coltrane) – 21:34

Wenn nicht anders vermerkt, stammen die Kompositionen von Alice Coltrane.

## Rezeption
Die Musik sei großartig, schrieb Phil Freeman in Ugly Beauty/Stereogum, auch wenn der Mitschnitt etwas rau klinge – ab und zu würde es statisches Rauschen geben, und der Applaus zwischen dem ersten und dem zweiten Titel sei seltsam verzerrt und geloopt, als hätten die Tontechniker ihn ausgeschnitten und eingefügt, um irgendeinen Defekt zu verbergen – aber im Großen und Ganzen sei der Klang ziemlich gut. Diese Aufnahme aus der Carnegie Hall klinge auf jeden Fall besser als einige der Live-Alben von John Coltrane, die in den letzten Jahren aus dem Nachlass veröffentlicht wurden, so der Autor. Aber es würde auf der Welt bei weitem nicht genug Musik von Alice Coltrane geben; daher sei dies ein Muss, eine der wichtigsten Archivveröffentlichungen des bisherigen Jahres 2024.
Die Band, mit der Coltrane 1971 in der Carnegie Hall aufgetreten sei, sei eine Geschichte für sich, mit zwei Bassisten, zwei Schlagzeugern und zwei Saxophonisten, urteilte Phil Johnson in seiner Besprechung des Albums in London Jazz News. „Journey to Satchidananda“ enthalte ein wunderschönes und sanft klingendes Harfensolo, das man fast schon als Ambient bezeichnen könnte, unterstützt von den Holzbläsern sei es himmlisch. „Shiva-Loka“ setze den östlich klingenden Ambient-Modus fort. Dann sei es Zeit für den harten Stoff, mit „Africa“ und „Leo“, die einige unglaublich intensive Improvisationen der Bläser bieten würden. Es gebe auch immer wieder lange Schlagzeug- und Bass-Soli, die zwar immer interessant seien, aber vielleicht der Grund dafür, dass der Mitschnitt nicht als kommerziell genug angesehen wurde, um ihn früher zu veröffentlichen. Besser spät als nie, scheine das Urteil nun zu lauten. „Wahrscheinlich brauchen Sie The Carnegie Hall Concert.“

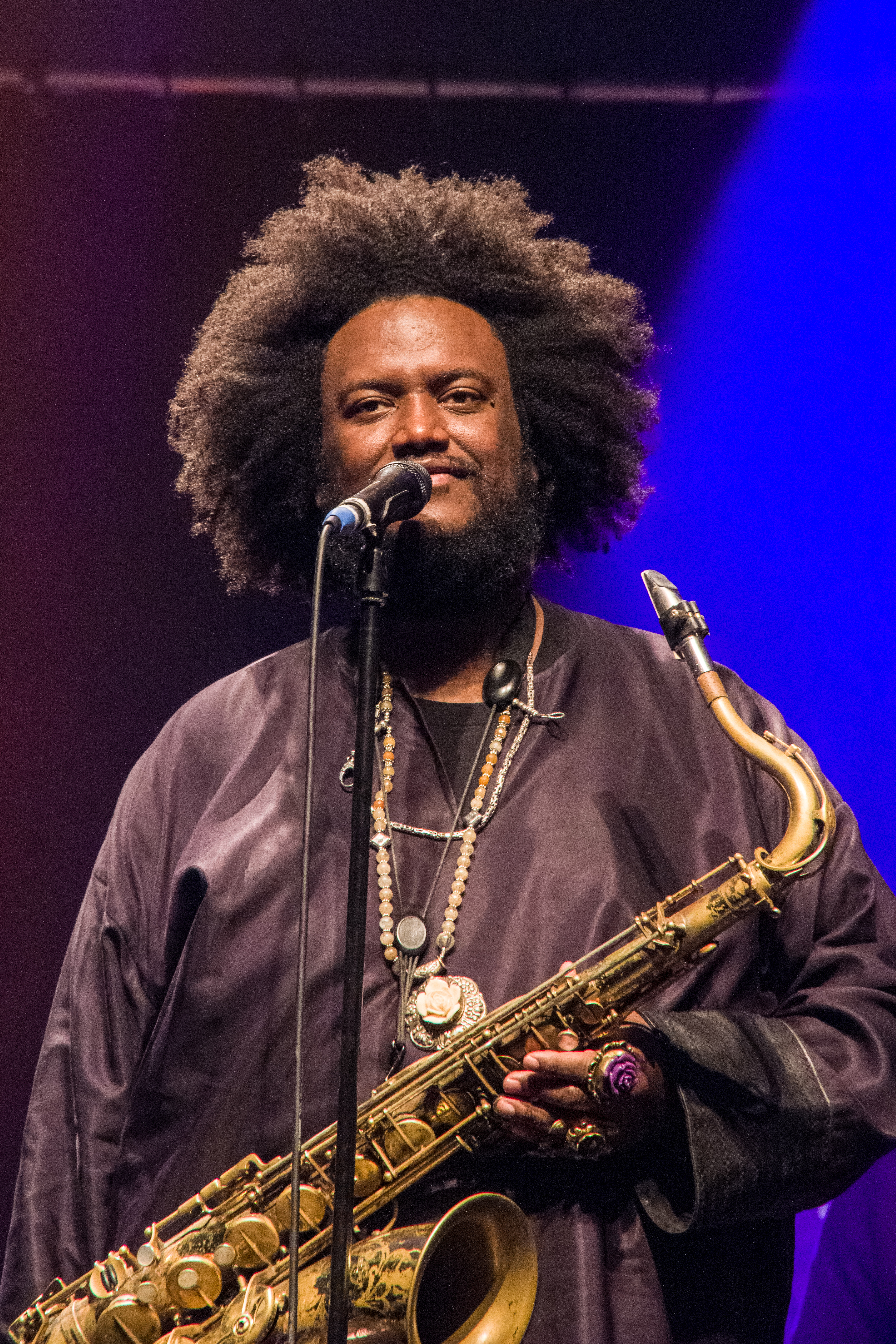
Kamasi Washington, 2019

In den letzten zwei Jahrzehnten sei Alice Coltranes Werk neu bewertet und neu kontextualisiert worden, schrieb Antonio Poscic (The Quietus), sowohl dank ihrer spirituellen Rolle, die vielfältige Zuhörer anzog, als auch einer jüngeren Generation von Künstlern wie Angel Bat Dawid und Kamasi Washington, die neue Interpretationen des Erbes des spirituellen Jazz ermöglichten. Es dauere nicht lange, bis sich das Ensemble auf eine mitreißende gemeinsame Darbietung einlasse, denn die ersten abstrakten Phrasen würden zu einer Walking-Basslinie verschmelzen, die das Hauptthema von „Journey in Satchidananda“ darlege. Von hier an werde es geschäftiger, aber es bleibe eine Atmosphäre sanfter Glückseligkeit und Hochstimmung erhalten. Es sei faszinierend, diese besonderen Aufnahmen zum ersten Mal zu hören, denn sie zeigten, wie tief und sicher Coltrane und ihre Mitmusiker in die Musik und den hingebungsvollen Fluss, der sie befeuert, eintauchten.
Für die verbleibenden zwei Titel greife Coltrane auf Kompositionen ihres Mannes zurück und treffe einige interessante Entscheidungen, so Antonio Poscic. Das erste hier vorgestellte Stück von John Coltrane sei „Africa“ aus Africa/Brass von 1961, einem Bigband-Album – und sein erstes für Impulse! – kündigte die Zukunft seiner Karriere an. Gespielt von einem kleineren Ensemble als dem, das auf der ursprünglichen Albumaufnahme erschien, nehme die Musik eine turbulente, energiegeladene Stimmung an, purzle ungestüm dahin und wechsle zwischen hochfliegendem Saxophonspiel und absolut umwerfenden Kontrabass-Soli von Garrison und McBee.
Auch Werner Stiefele macht in seiner Besprechung von The Carnegie Hall Concert für Rondo auf den Unterschied zwischen den beiden Konzerthälften aufmerksam: Im Titel „Journey In Satchidananda“ wandere sie mit Harfenklang und sanften, aufmerksam aufeinander abgestimmten Tönen durch einen viertelstündigen Klanggarten. Diese sich selbst genügende Atmosphäre setze sich in „Shiva-Loka“ fort: „Ein meditatives Vorspiel für die Eruption der zweiten Disc.“ Im Gegensatz dazu schlössen „Africa“ und „Leo“ an die Klangwelt des späten John Coltrane unmittelbar an. „Ekstatisch röhren und schreien“ dort die Saxophone von Shepp und Sanders. Ähnlich intensiv pushten sich in beiden Titeln auch die Schlagzeuger. Ein ähnlich intensives, packendes Duett lieferten sich in „Africa“ Garrison Fewell und Cecil McBee. Auf The Carnegie Hall Concert „war Alice Coltrane ihrem verstorbenen Gatten näher als in den meisten ihrer anderen Einspielungen.“
Der Begriff „spiritueller Jazz“ habe sich selten so gerechtfertigt angefühlt wie im Fall dieses fesselnden Konzertmitschnitts aus dem Jahr 1971, einer All-Star-Aufführung für Swami Satchidanandas Integral Yoga Institute, schrieb Nate Chinen in National Public Radio, der das Album zu den wichtigsten Entdeckungen des Jahres zählte.